# Châlette-sur-Loing
Châlette-sur-Loing è un comune francese di 13 596 abitanti situato nel dipartimento del Loiret, nella regione del Centro-Valle della Loira.

## Società

### Evoluzione demografica
Abitanti censiti